# Фетейраш
Фетейраш (порт. Feteiras) — район (фрегезия) в Португалии, входит в округ Азорские острова. Расположен на острове Сан-Мигел. Является составной частью муниципалитета Понта-Делгада. Население составляет 1709 человек на 2001 год. Занимает площадь 23,45 км².
Покровителем района считается Святая Лусия (порт. Santa Luzia).